# Onthophagus bistiniocelloides
Onthophagus bistiniocelloides är en skalbaggsart som beskrevs av Jan Krikken 1986. Onthophagus bistiniocelloides ingår i släktet Onthophagus och familjen bladhorningar. Inga underarter finns listade i Catalogue of Life.